# Vicq, Yvelines
Vicq là một xã của Pháp, nằm ở tỉnh Yvelines trong vùng Île-de-France.
Người dân ở đây trong tiếng Pháp gọi là Vicquois.

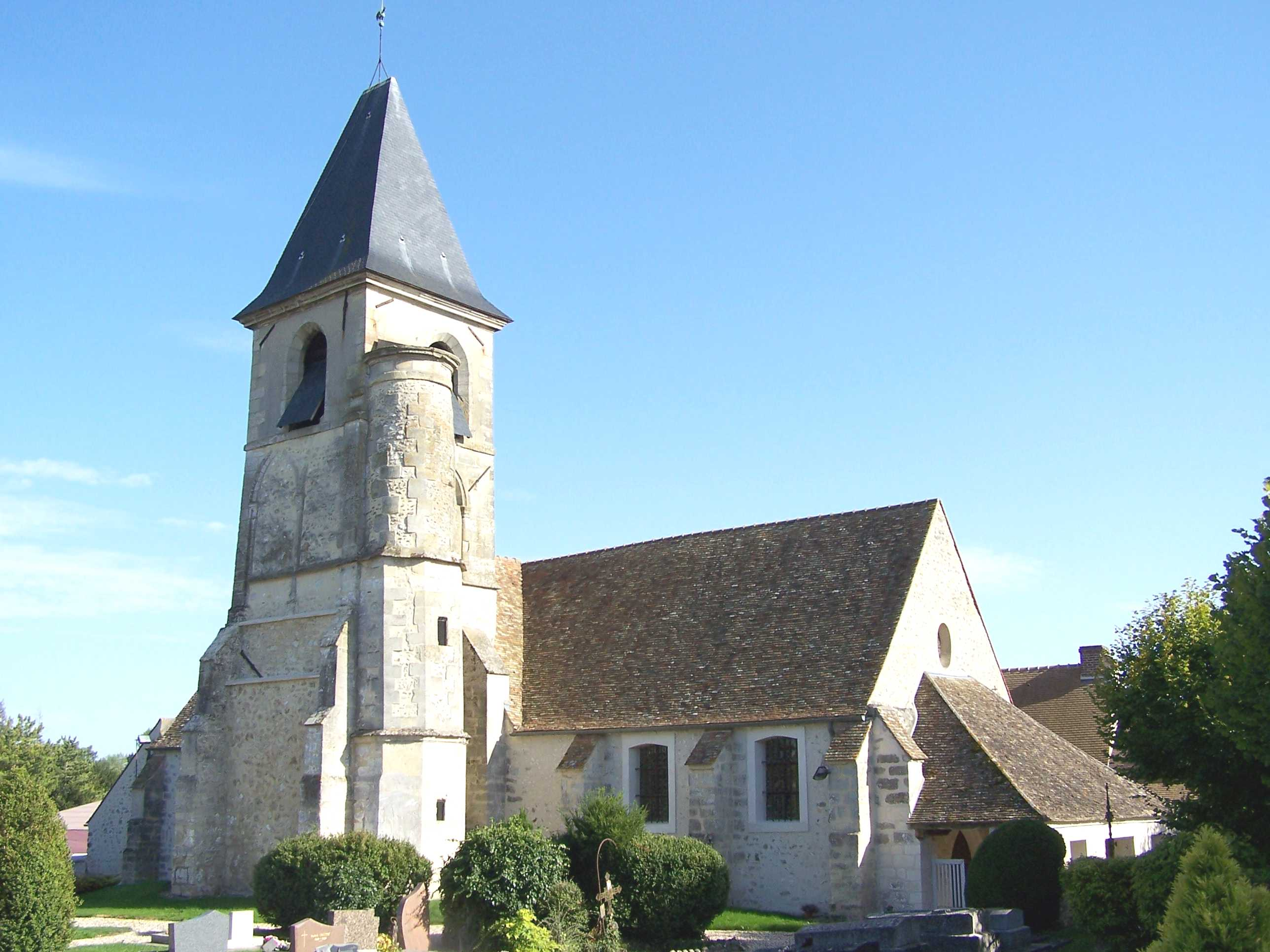
Nhà thờ Saint-Martin